# قمحاوية
القبيلة القمحاوية (باللاتينية: Triticeae) قبيلة نباتية مهمة تتبع الفصيلة النجيلية من رتبة القبئيات.

## الأجناس التابعة لهذه القبيلة
- الدوسر (الاسم العلمي: Aegilops)
- الرزين (الاسم العلمي: Elytrigia)
- الشعير (جنس) (الاسم العلمي: Hordeum)
- شعير الرمال (الاسم العلمي: Elymus)
- الشيلم (الاسم العلمي: Secale)
- القمح (الاسم العلمي: Triticum)
- (الاسم العلمي: Leymus)